# Giovanni Franzoni (teólogo)
Giovanni Battista Franzoni, también conocido Dom Franzoni (8 de noviembre de 1928 – 13 de julio de 2017) fue un comunista cristiano y teólogo disidente italiano. Antiguo benedictino, fue abad de San Pablo Extramuros de 1964 a 1973. Tras involucrarse fuertemente en el activismo y la política, fue secularizado por el papa Pablo VI en 1976.

## Biografía
Franzoni era un italiano nacido en Varna (Bulgaria). Profesó como miembro de la Orden de San Benito (OSB) el 5 de julio de 1951. Ordenado sacerdote el 25 de enero de 1955, comenzó su labor sacerdotal en Florencia (Italia) y fue autor de numerosas obras teológicas.
Cuando era abad de la basílica de San Pablo Extramuros, una de las iglesias más populares de Roma, fue expulsado del sacerdocio por el papa Pablo VI, con quien había mantenido disputas sobre teología, durante la Guerra Fría, tras anunciar su intención de votar al Partido Comunista Italiano en las elecciones generales italianas de 1976, al que Franzoni se había afiliado en junio de ese año.
Franzoni se opuso al proceso de beatificación iniciado para el papa Juan Pablo II. En 2005, Franzoni se unió a otros diez teólogos para hacer un llamamiento a los católicos críticos con el proceso de canonización para que expresaran sus preocupaciones.
En el momento de su muerte, Franzoni ya no era miembro del sacerdocio católico. Se casó con una psiquiatra japonesa.

## Obras
En italiano:
- La terra è di Dio (1973)
- Omelie a S. Paolo fuori le mura (1974)
- Il posto della fede (1977)
- Il diavolo mio fratello (1986)
- Le tentazioni di Cristo (1990)
- La solitudine del samaritano (1993)
- Farete riposare la terra (1996)
- Giobbe, l'ultima tentazione (1998)
- Lo strappo nel cielo di carta (1999)
- Anche il cielo è di Dio (2000)
- Ofelia e le altre (2001)
- La morte condivisa (2002)
- Del rigore e della misericordia (2005)